# Leptothorax arenarius
Leptothorax arenarius är en myrart som beskrevs av Santschi 1908. Leptothorax arenarius ingår i släktet smalmyror, och familjen myror.

## Underarter
Arten delas in i följande underarter:
- L. a. arenarius
- L. a. fusciventris
- L. a. kruegeri